# Bataille de boules de neige
Bataille de boules de neide (Nederlands: Sneeuwballengevecht) is een Franse korte stomme film uit 1897, geproduceerd door de gebroeders Lumière. De film werd opgenomen in de Franse stad Lyon en toont een aantal personen die verwikkeld zijn in een sneeuwballengevecht.

## Productie
Bataille de boules de neige werd opgenomen in Lyon met een cinématographe, een filmcamera, die ook functioneerde als filmprojector en -ontwikkelaar. Zoals alle vroege Lumière-films werd deze film gemaakt in 35 mm-formaat met een beeldverhouding van 1,33 : 1.
De film bevindt zich in het publiek domein. Het is toegevoegd in een aantal filmcollecties, waaronder The Movies Begin – A Treasury of Early Cinema, 1894–1913. In 2020 publiceerde The New York Times een artikel over de film, geschreven door Sam Anderson, nadat een Russische amateurrestaurateur een opgeschoonde en ingekleurde versie van de film op YouTube had geplaatst. Het resultaat was "schokkend modern", aldus Anderson.